# Indianapolis
Indianapolis er hovedstad og den største by i den amerikanske delstat Indiana. Byen er administrativt centrum i det amerikanske county Marion County. Den ligger ved den vestlige forgrening af White River centralt i Indiana.
Indianapolis er med 820.445 indbyggere (2010) den 12. største by i USA, og den næststørste delstatshovedstad efter Phoenix i Arizona.
Byen er sammenvokset med nabobyerne, bl.a. Carmel og Muncie, og det sammenhængende byområde kaldet Indianapolis-Carmel-Muncie, Indiana Combined Statistical Area har 2.266.569 indbyggere (2010). Det er det 29. største byområde i USA.
Indianapolis blev den sidste by, som Elvis Presley optrådte i ved en livekoncert. Det var på Market Square Arena og fandt sted den 26. juni 1977.
Indianapolis er hjemsted for det amerikanske fodboldhold Indianapolis Colts, der spiller i NFL.